# Nomada clarkii
Nomada clarkii är en biart som beskrevs av Cockerell 1903. Nomada clarkii ingår i släktet gökbin, och familjen långtungebin. Inga underarter finns listade i Catalogue of Life.